# Rodriguez (miasto)
Rodriguez – miasto na Filipinach w regionie CALABARZON, na wyspie Luzon.
W 2010 roku liczyło 211 424 mieszkańców.